# ايريك غوتييه
ايريك غوتييه (بالفرنسية: Éric Gautier)‏ (و. 1961 – م) هو مصور سينمائي من فرنسا. ولد في باريس.

## وصلات خارجية
- ايريك غوتييه على موقع IMDb (الإنجليزية)
- ايريك غوتييه على موقع قاعدة بيانات الأفلام العربية
- ايريك غوتييه على موقع ألو سيني (الفرنسية)
- ايريك غوتييه على موقع أول موفي (الإنجليزية)
- ايريك غوتييه على موقع قاعدة بيانات الأفلام السويدية (السويدية)
- ايريك غوتييه على موقع قاعدة بيانات الفيلم (الإنجليزية)
- ايريك غوتييه على موقع كينوبويسك (الروسية)